# Актасты (Айтекебийский район)
Актасты (каз. Ақтасты, до 1992 г. — Урожайное) — село в Айтекебийском районе Актюбинской области Казахстана. Административный центр Актастынского сельского округа. Код КАТО — 153435100.

## Население
В 1999 году население села составляло 1274 человека (624 мужчины и 650 женщин). По данным переписи 2009 года, в селе проживало 745 человек (372 мужчины и 373 женщины).